# قوس قذوف
القوس القَذوف هو نوع متأخر من القوس الإفرنجية دخل حيز الاستخدام في أوروبا خلال القرن الثاني عشر.